# Stazione di Montalto di Castro
La stazione di Montalto di Castro è una stazione ferroviaria situata a Montalto di Castro, in provincia di Viterbo. È la prima stazione del Lazio lungo la ferrovia Tirrenica da Livorno a Roma.
È classificata nella categoria Silver di RFI.
I treni sono di tipo Regionale e Regionale veloce. In totale sono circa trenta i treni che effettuano servizio in questa stazione e le loro principali destinazioni sono: Grosseto, Roma Termini e Pisa.